# La Foradada (les Franqueses del Vallès)
La Foradada és una muntanya de 262 metres que es troba al municipi de Les Franqueses del Vallès, a la comarca del Vallès Oriental.